# Enrico Pea
Enrico Pea (Seravezza, 29 ottobre 1881 – Forte dei Marmi, 11 agosto 1958) è stato un poeta, scrittore, drammaturgo e impresario teatrale italiano.
La produzione letteraria di Pea si può racchiudere in due periodi: il primo è quello di Moscardino (1922), tradotto in inglese da Ezra Pound, e di altre opere in cui, pur nei suoi tormenti religiosi, è stato impareggiabile nel descrivere scene di vita popolaresca in una disordinata estasi di raccontare tra sospiri e grida, memorie di lutti paesani, glorie e trionfi della superstizione e del sesso, oscure vicende di chi viaggia e di chi torna. Il secondo periodo inizia con La Figlioccia (1931), dove la sua prosa prende un andamento diverso, più delicato e modulato. Questo testo stranamente non figura nell'elenco delle Opere.
Inoltre è a lui attribuita l’etimologia del nome del Monte Folgorito.

## Biografia
Rimasto prestissimo orfano trascorse l'infanzia con il nonno, persona violenta e generosa, saggia e crudele insieme. Entra nel convento dei frati di San Torpè a Pisa, ma a causa di un difetto alla vista ne viene allontanato. A Livorno lavora presso il cantiere navale dei fratelli Orlando e lì nasce l'attrazione per il mare. A sedici anni s'imbarca come mozzo e raggiunge l'Egitto. Nella città di Alessandria intraprende commerci vari e fonda la "Baracca rossa", trasformando la sua soffitta in un luogo in cui si ritrovava con gli amici. È lì che impara a leggere e a scrivere, formandosi soprattutto sulla Bibbia tradotta da Giovanni Diodati (Bibbia protestante). Nel primo decennio del secolo, conosce il giovane Ungaretti, la cui famiglia aveva origini lucchesi, e lo ospita nella sua baracca, assieme a ogni sorta di amici transfughi della vita, bulgari, francesi, greci e italiani, di tendenze socialiste e anarchiche. È grazie a Ungaretti che Pea si avvicina alla letteratura.
È proprio il poeta Ungaretti a far stampare il suo primo libro – Fole, racconti di vita marinara – a un editore italiano, e in seguito a farlo conoscere ai suoi amici della rivista La Voce. Il sodalizio con Ungaretti dura molto a lungo e lo porta a ricordarlo con la preziosa opera Vita in Egitto del 1947, evocando gli anni vissuti nella baracca rossa. Dopo la Grande Guerra, torna in Italia e si stabilisce  a Viareggio, dove dirige per molti anni il teatro Politeama da lui stesso ideato; nella sua intensa attività d'impresario riattiva la tradizione dei Maggi (rappresentazioni popolari caratteristiche del territorio lucchese, apuano e di una parte dell'Appennino settentrionale) e allestisce un suo Giuda, che scandalizza per il contenuto blasfemo. Avvicinatosi alla fede cristiana, tenta in seguito di dar vita a un nuovo genere di dramma sacro, La passione di Cristo. Dopo la seconda guerra mondiale abita per lunghi periodi anche a Lucca dove frequenta il famoso caffè letterario Di Simo (già Caselli), già noto ai primi del secolo per la presenza di intellettuali quali Giovanni Pascoli, Giacomo Puccini e molti altri. Appartenente all'area del fascismo tradizionalista e religioso, Pea collabora a Il Selvaggio e a Strapaese e si impegna in tal senso dedicandosi al recupero delle tradizioni popolari e contadine della Lucchesìa. Nel corso degli anni Trenta collabora a diversi periodici tra cui Pègaso, Pan, la Gazzetta del Popolo e la Nuova Antologia.Cronologia un po' disordinata!
Nel 1954, con un gruppo di intellettuali, tra cui Marco Carpena e Enrico Righetti, dette vita al "Premio Lerici" per un'opera di poesia edita. Nel 1958, alla morte del fondatore, il premio venne chiamato "Premio Lerici Pea" e con questo nome è tuttora assegnato ogni anno nella città ligure.
La vera vocazione di Pea rimane la narrativa, come dimostrano il suo primo racconto, Moscardino (1922), rievocazione dell'infanzia sullo sfondo della sua terra (1938, Premio Viareggio) questa indicazione è contrastante con quella in "Premi e riconoscimenti", dove emergono dei sentimenti rappresentati con una singolare forza espressiva. Nel 2008 è stata in Italia ristampata gran parte della produzione dell'Autore, dopo anni di carenza.

## Opere

### Narrativa
- Fole, Industrie grafiche, Pescara, 1910.
- Moscardino, Treves, Milano 1922.
- Il Volto Santo, Vallecchi, Firenze 1924.
- Il Servitore del Diavolo, Treves, Milano, 1931.
- Forestiero, Vallecchi, Firenze, 1937.
- La Maremmana, Vallecchi, 1937; poi ibid. 1938
- Il Trenino dei Sassi, Vallecchi, Firenze, 1940.
- Il Solaio, Sansoni, Firenze, 1941.
- Magoometto, Garzanti, Milano, 1942.
- L'acquapazza, Le Monnier, Firenze, 1942.
- Lisetta, Mondadori, Milano, 1946.
- Malaria di guerra, Garzanti, Milano, 1947.
- Vita in Egitto, 1949.
- Zitina, Vallecchi, Firenze, 1949.
- Peccati in piazza, Sansoni, Firenze, 1956.
- Memorie e fughe (1926-1958), Edizioni ETS.

### Poesia
- Montignoso, Puccini, Ancona, 1912.
- Lo Spaventacchio, Edizione de La Voce, 1914.
- Arie Bifolchine, 1943.

### Teatro
- Giuda, Diana, Napoli, 1918.
- Prime piogge d'ottobre, Diana, Napoli, 1919.
- Rosa di Sion, Diana, Napoli, 1920.
- La Passione di Cristo, Pezzini, Viareggio, 1923.

## Filmografia
Nel 1954 interpretò il ruolo di un vecchio naturalista nel film Gli orizzonti del sole, diretto da Giovanni Paolucci.

## Premi e riconoscimenti letterari
Lo scrittore ha ottenuto i seguenti riconoscimenti: secondo classificato al Premio Viareggio 1932; con Il Servitore del Diavolo; vincitore Premio Viareggio 1938 con La Maremmana; Menzione d'onore al Premio Viareggio  con Malaria di guerra; vincitore del Premio Napoli con Peccati in piazza.